# Нани (актёр)
Навин Бабу Ганта (англ. Naveen Babu Ghanta, телугу ఘంటా నవీన్‍బాబు, более известный как Нани; род. 24 февраля 1984 года) — индийский актёр, снимающийся в фильмах на телугу, а также тамильском языке. Обладатель Nandi Award за лучшую мужскую роль.

## Биография
Нани родился 24 февраля 1984 года в Хайдарабаде в семье Г. Рам Бабу и его жены Виджаялакшми. У актёра есть старшая сестра Дипти Ганта, которая сейчас живёт в США. Будущий актёр посещал старшую школу Святого Альфонса, а затем Narayana Junior College и Wesley’s College.

### Начало карьеры
Во время учёбы в колледже он увлекся кино и после окончания, с помощью дальнего родственника, устроился помощником режиссёра Бапу на съёмках фильма Radha Gopalam (2005). После этого он принимал участие в съёмках фильмов Allari Bullodu (2005), Asthram (2006) и «Ура!» (2007), а затем взял перерыв на год, во время которого работал радио-жокеем на World Space Satellite в Вишакхапатнаме.
Частью его работы стали съёмки в рекламном ролике, в котором которого его увидел Мохан Кришна Индраганти, подыскивавший героя для своего фильма «Игра в имена» (2008).
Хотя Нани больше хотел стать режиссёром, он согласился выступить в качестве актёра, так как главные роли предлагают только молодым, а режиссёром он смог бы стать в любом возрасте. Его партнёршей по фильму стала Свати Редди. Картина была хорошо встречена критиками, Нани также получил их похвалы. По словам Радхики Раджамани из Rediff.com, актёр сыграл так, как будто являлся зрелым исполнителем, а не дебютантом.
Сам фильм имел большой коммерческий успех.
Затем он подписался на съёмки в дебютном фильме Сатьяма Беламконды Snehituda… в паре с Мадхави Латхой.
В нём он сыграл сироту, ночующего в чужих домах, который решил помочь своей случайной знакомой помириться с семьей. Сам фильм получил негативные отзывы критиков за слабый сценарий, однако игра Нани была оценена положительно.
Одновременно с этим он снялся в криминальном триллере Ride (2009) Рамеша Варма, рассказывающем историю двух друзей Арджуна и Махеша, которого сыграл актёр Таниш. Съёмки «Друга» завершились раньше, но в прокат он попал на два месяца позже. Вторая работа Нани также была встречена благосклонно, но оба фильма 2009 года не имели особого успеха в прокате.
Его следующим проектом стала спортивная драма Bheemili Kabaddi Jattu (2010) ещё одного дебютанта Татинети Сатьи, ремейк тамильского фильма «Команда кабади Веннила» (2009), где его партнёршей была Саранья Мохан.
Его герой здесь — простой деревенский парень, играющий в кабадди. Критик Радхика Раджамани отметила, что «Нани прекрасно вписался в роль и сделал хорошую работу».
В начале 2011 года вышла романтическая комедия Ala Modalaindi режиссёра Нандини Редди, в которой актёр снялся вместе с дебютировавшей в кино на телугу Нитьей Менон. Фильм рассказывает о взаимоотношениях парня и девушки, которым что-то постоянно мешает быть вместе, несмотря на испытываемые ими чувства. В рецензиях на фильм говорилось, что актёрские способности Нани становятся всё лучше и лучше, и особо отмечалось его мастерство в управлении интонациями голоса.
Картина имела успех и получила в прокате статус «супер-хит».
В середине года Нани и Нитья дебютировали в тамильском кинематографе с фильмом «Пекло» Анджаны Али Хан. Актёры, вместе с Картиком Кумаром, сыграли друзей детства, которые волею судьбы оказываются втянуты в разборки между наркоторговцами. Игра Нани была положительно оценена критиками и принесла ему Vijay Award за лучшую дебютную мужскую роль.
Ещё одним фильмом этого года стал «Первая любовь миллионера» Г. Ашока на телугу, снятый по мотивам одноимённого корейского фильма (2006). Герой Нани — избалованный внук миллионера, по условиям завещания вынужден провести четыре года в провинциальном колледже без доступа к деньгам деда, иначе в итоге не получит ни рупии. Фильм был хорошо принят критиками и стал хитом проката.
Радхика Раджамани написала об актёре в своём отзыве: «Он живёт своей ролью и способен изобразить весь калейдоскоп эмоций, который от него требуется».

### 2012—2015 годы
В 2012 году Нани принял участие в съёмках блокбастера «Муха» режиссёра С. С. Раджамаули, где он сыграл главного героя до того, как тот был убит и вернулся к жизни в виде насекомого. В роли злодея в фильме выступил Судип, а героиню сыграла Саманта Рут Прабху. Картина имела ошеломительный успех в прокате, собрав более миллиарда рупий, а также получила множество наград национального уровня и на международных фестивалях.
Критики дали положительную оценку как самому фильму, так и работе Нани в нём.
В том же году Нани и Саманта снялись вместе в фильме на телугу Yeto Vellipoyindhi Manasu Гаутама Менона, вышедшем одновременно со своей тамильской версией Neethaane En Ponvasantham, главную мужскую роль в которой сыграл Джива, а Нани появился в эпизоде.
CNN-IBN описал его актёрское мастерство как «равномерно блестящее», а The Times of India заметил, что «Нани заслуживает большого хлопка по спине за его убедительное исполнение роли».
Взяв перерыв в актёрской карьере, Нани попробовал себя как продюсер вместе с Раджем Нидимору и Кришной Д. К. в чёрной комедии Сураджа Каллы D for Dopidi (2013), главные роли в которой сыграли Варун Сандеш и Сандип Кишан. Он также появился в качестве камео в титульной песне фильма.
В 2014 году вышел фильм «Деньги» Кришны Вамси, в котором Нани выступил в паре с Катрин Треса. Картина получила смешанные отзывы, однако сам актёр удостоился похвалы критиков. The Hindu отметила, что «Нани скрепляет фильм вместе и подтверждает свои заслуги ещё раз», а Deccan Chronicle написал, что «его фантастическое изображение эмоций делает фильм стоящим просмотра».
Затем последовала, снятая под баннером Yash Raj Films, тамильская комедия Aaha Kalyanam, являющаяся ремейком фильма на хинди «Свадебная церемония» (2010).
Партнёршей Нани по фильму стала начинающая актриса Ваани Капур. Критики расходились во мнении насчёт фильма, однако игра Нани заработала позитивную оценку. CNN-IBN высказала мнение, что «не могло быть актёра лучше, чтобы сыграть эту роль», отметив его усилия в озвучивании своего героя на тамильском.
Hindustan Times же напротив, помимо хорошей игры, заметила сигматизм в его произношении.
В этом же году актёр также сыграл эпизодическую роль в тамильском фильме «Стоять на своём» режиссёра Самутиракани, о борьбе молодого идеалиста против коррумпированных чиновников. Janda Pai Kapiraju, версия этого фильма на телугу с Нани в главной роли, должна была выйти несколькими месяцами позже, однако из-за финансовых проблем была отложена почти на год.
В этом фильме актёр впервые в своей карьере исполнил двойную роль. Возлюбленную героя в обоих фильмах сыграла Амала Пол.

### Череда кассовых успехов
Janda Pai Kapiraju вышел в прокат 21 марта 2015 года в один день Yevade Subramanyam режиссёра Нага Ашвина, где Нани выступил в роли молодого корпоративного работника, оправившегося в путешествие к таинственному озеру, и в результате переосмысливает свою жизнь. Обе картины имели успех в прокате.
В сентябре 2015 года в прокат вышел Bale Bale Magadivoy, в котором герой Нани пытается наладить отношения с девушкой, осложняемые проблемами с его памятью. Фильм собрал в прокате 55 крор (550 млн рупий), став самым прибыльным в карьере актёра,
а также принёс ему Filmfare Awards South по выбору критиков.
Следующий год начался с ещё одного успешного фильма — романтической комедии «Тихоня», где пару Нани составила дебютантка Мехрин Пирзада. Отзыв на него в газете The Hindu гласил, что актёр «проявил свою склонность к комедии в очередной раз и ожил на экране, как безумно влюбленный, но трусливый парень», добавляя, что он обладает редким умением подбирать интересные истории и убедительно перевоплощаться.
Положительные отзывы также заработал вышедший в июне романтический триллер Gentleman М. К. Индраганти, с которым актёр сотрудничал уже второй раз после своего дебютного фильма.

### Личная жизнь
Со своей будущей женой, Анджаной Йелаварти, Нани познакомился во время его работы на радио. Они встречались в течение пяти лет и обручились 12 августа 2012 года.
Свадьба состоялась в том же году 27 октября.
А 28 марта 2017 у пары родился сын.

## Фильмография
| Год  |   | Русское название          | Оригинальное название            | Роль                              |
| ---- | - | ------------------------- | -------------------------------- | --------------------------------- |
| 2008 | ф | Игра в имена              | Ashta Chamma                     | Махеш / Рам Бабу                  |
| 2009 | ф |                           | Ride                             | Арджун                            |
| 2009 | ф | Друг                      | Snehituda...                     | Сай                               |
| 2010 | ф | Команда кабадди Бхимли    | Bheemli Kabadi Jattu             | Сури Бабу                         |
| 2011 | ф | Как все начиналось        | Ala Modalaindi                   | Гаутам                            |
| 2011 | ф | Пекло                     | Veppam (там.)                    | Картик                            |
| 2011 | ф | Первая любовь миллионера  | Pilla Zamindar                   | Парвин Джаярамараджу / «Пи Джей»  |
| 2012 | ф | Муха                      | Eega                             | Нани                              |
| 2012 | ф |                           | Yeto Vellipoyindhi Manasu        | Варун Кришнан                     |
| 2012 | ф | Ты моя золотая весна      | Neethaane En Ponvasantham (там.) | камео                             |
| 2014 | ф | Деньги                    | Paisa                            | Пракаш                            |
| 2014 | ф |                           | Aaha Kalyanam (там.)             | Шакти                             |
| 2014 | ф | Стоять на своём           | Nimirndhu Nil (там.)             | камео                             |
| 2015 | ф |                           | Janda Pai Kapiraju               | Аравинд Шива Шанкар / Майя Каннан |
| 2015 | ф | Кто ты, Субраманьям?      | Yevade Subramanyam               | Субраманьям                       |
| 2015 | ф |                           | Bale Bale Magadivoy              | Лаки                              |
| 2016 | ф |                           | Palaandu Vaazhga (там.)          | камео                             |
| 2016 | ф | Тихоня                    | Krishna Gaadi Veera Prema Gaadha | Кришна                            |
| 2016 | ф |                           | Gentleman                        | Джайрам и Гаутам                  |
| 2016 | ф |                           | Jo Achyutananda                  | парень Джо (камео)                |
| 2016 | ф |                           | Majnu                            | Адитья                            |
| 2017 | ф | Я — местный               | Nenu Local                       | Бабу                              |
| 2017 | ф | С мечтой о тебе           | Ninnu Kori                       | Ума Махешвара Рао                 |
| 2017 | ф | Парень из среднего класса | Middle Class Abbayi              | Нани                              |
| 2018 | ф |                           | Awe                              | рассказчик                        |
| 2018 | ф | Война Кришны и Арджуны    | Krishnarjuna Yudham              | Кришна и Арджуна                  |
| 2018 | ф |                           | Devadas                          | Дас                               |
| 2019 | ф |                           | Jersey                           | Арджун                            |
| 2019 | ф |                           | Gang Leader                      | Партасарати                       |
| 2020 | ф |                           | V                                | Вишну                             |
| 2021 | ф |                           | Tuck Jagadish                    | Джагадиш                          |